# 德索托鎮區 (伊利諾伊州傑克遜縣)
德索托鎮區（英語：DeSoto Township）是位於美國伊利諾伊州傑克遜縣的一個行政鎮區。

## 地方資料
根據2010年美國人口普查的數據，德索托鎮區的面積為98.30平方千米，當中陸地面積為95.30平方千米，而水域面積為3.00平方千米。當地共有人口2333人，而人口密度為每平方千米23.73人。